# Raúl Asencio
Raúl Asencio del Rosario (* 13. února 2003) je španělský fotbalista, který hraje jako obránce za Real Madrid. 

## Klubová kariéra
Do akademie Realu Madrid přišel ve třinácti letech.
Za Real Madrid debutoval 9. listopadu 2024 v La Lize proti Osasuně (výhra 4:0). Dne 24. listopadu 2024 poprvé startoval v základní sestavě, Real Madrid vyhrál 3:0 proti Leganésu.

## Osobní život
Pochází z Kanárských ostrovů.